# El neogranadino
El Neogranadino fue un periódico colombiano fundado por el escritor y político Manuel Ancízar que circuló desde 1848 hasta 1857. Políticamente, el periódico estaba alineado con las ideas del liberalismo y fue parte del "proyecto liberal modernizador" de Colombia durante el siglo XIX.

## Historia
El Neogranadino fue fundado por Manuel Ancízar en 1848 después de que este comprara una imprenta al asentarse en Bogotá. Para manejar las necesidades pictóricas del periódico, Ancízar contrató a los tipógrafos venezolanos León, Jacinto y Cecilio Echeverría (quienes fundaron la Imprenta Echeverría Hermanos) para operar la imprenta; ellos introdujeron la litografía a Colombia e innovaron la tipografía en el país gracias a sus introducciones de las técnicas norteamericanas y europeas.
En 1849, Ancízar le cedió el taller de la imprenta a Antonio María Pradilla; bajo su dirección, la calidad editorial bajó, y Pradilla la vendió. En 1850, Manuel Murillo Toro la compró para evitar que el periódico fuera comprado por los conservadores, y este fue el editor del periódico entre 1851 y 1854. El golpe de Estado de José María Melo en mayo de 1854 hizo que se cerrara temporalmente la impresión del periódico, pero volvió a operar el 11 de octubre de 1855; siguió en difusión desde este día hasta julio de 1857.

## Secciones

### Interior
En esta sección se reportaban y discutían los temas y sucesos de importancia en Colombia. Esta sección frecuentemente incluía secciones de Crónica (la cual tenía escritos sobre política y cívica), Estadística (en la cual aparecían los precios de alimentos y objetos, en adición a cifras generales de la época), y Literatura, (en la cual se publicaban cuentos y poemas de contribuidores, en adición a publicaciones de autores como Eugène Sue y Alejandro Dumas). 

### Exterior
Sección dedicada a las noticias internacionales, especialmente sobre Europa y a América.

### Sección doméstica
Sección dedicada a los temas domésticos, con sección de necrología y avisos con objetos en venta, frecuentemente de encuadernación e imprenta hecha en la impresa de Ancízar. Ciertas ediciones del periódico concluían con biografías de personas de la época y partituras musicales.